# Mikołaj Kazimierz Wierzbicki
Mikołaj Kazimierz Wierzbicki herbu Radwan (zm. przed 18 maja 1672 roku) – pisarz ziemski drohicki w 1664 roku.
Poseł sejmiku drohickiego na sejm 1662 roku, sejm 1664/1665 roku.
Był elektorem Michała Korybuta Wiśniowieckiego z ziemi drohickiej w 1669 roku. W 1672 roku był deputatem województwa podlaskiego na Trybunał Główny Koronny.